# Juhani Ojala
Juhani Ojala (Vantaa, 19 de junho de 1989) é um futebolista finlandês.